# Protestas en Panamá de 2023
Las protestas en Panamá de 2023 fueron una serie de manifestaciones organizadas que estallaron la tarde del 20 de octubre provocadas según los informes, por la renovación de la explotación de cobre de la empresa minera Minera Panamá First Quantum Minerals en las zonas de asentamiento biodiverso. Esta renovación fue aprobada por la Asamblea Nacional en el gobierno de Laurentino Cortizo, a lo largo de 3 dias consecutivos que luego, fue aprobada por el entonces presidente de la nación y publicado en Gaceta Oficial en el tercer dia que estuvo la renovación en la asamblea. Según los manifestantes, la empresa minera provoca mas efectos negativos que positivos, por ejemplo, daños medioambientales al entorno natural y a las poblaciones de los alrededores, utilización de químicos cancerígenos y contaminación de los ríos. Se han reportado capturas e investigaciones por las protestas.

## Antecedentes
La controversia minera de Petaquilla en Panamá se centra en un Contrato Ley  conocida como "ley 9 de 1997," que se firmó el 26 de febrero de 1997, entre Sociedad Minera Petaquilla S.A. y el Estado panameño. Poco después, en 1998, se presentó una apelación de inconstitucionalidad por parte del abogado Juan Ramón Sevillano y Susana Serracín Lezcano. Sin embargo, el contrato fue declarado inconstitucional en 2017, y esta decisión se publicó en 2021.
Durante el proceso legal, Richard Fifer Carles, exdirector y director ejecutivo de Petaquilla, vendió derechos de concesión y activos a Minera Panamá filial de First Quantum Minerals por 60 millones de dólares lo cual estaba en contra de la mencionada ley de contrato. El bufete de abogados panameño Morgan & Morgan actuó como intermediario en esta transacción. En 2016, el presidente Juan Carlos Varela extendió su concesión por 20 años adicionales. Sin embargo, tras la declaración de la Corte Suprema de que el contrato era ilegal en 2017, pero antes de la publicación de este hecho, las actividades mineras continuaron de manera ilegal.
En enero de 2022, comenzaron las negociaciones entre el Gobierno de Panamá y First Quantum Minerals para definir un nuevo contrato relacionado con la mina Cobre Panamá. Minera Panamá S.A, subsidiaria de First Quantum Minerals, hizo propuestas al Gobierno de Panamá, incluidos pagos anuales de $375 millones en impuestos y regalías. Estos pagos se ofrecieron con la condición de que los precios de los metales y la rentabilidad de esta mina no se desplomaran significativamente. Sin embargo, el Gobierno de Panamá detuvo las discusiones en diciembre de 2022 y anunció planes para ordenar la suspensión de operaciones en esta mina.

## Desarrollo
Las protestas se iniciaron el 20 de octubre de 2023, donde los panameños salieron a las calles de la capital a manifestarse en contra de la extensión del contrato minero.
El 26 de octubre, el fotoperiodista y activista del movimiento ¡Ya es ya! Aubrey Baxter fue herido en su ojo derecho por un perdigón lanzado por la policía en medio en la marcha convocada en la Plaza 5 de Mayo, en la capital panameña.
Durante las protestas el 6 de noviembre, Kenneth Darlington, un abogado zoneíta, sale de su auto, dirigiéndose a los protestantes mediante amenazas, posteriormente, saca un arma de fuego y dispara a dos manifestantes, uno falleciendo al instante y el otro en un centro médico, en un cierre de vía en la Carretera Panamericana, en el Distrito de Chame, posteriormente fue capturado por la policía y está siendo procesado por homicidio.
Estos acontecimientos generaron una amplia oposición pública, con protestas tanto a nivel nacional e internacional. Las protestas se originaron por acusaciones de corrupción y sobornos a funcionarios gubernamentales por parte de FQM, preocupaciones medioambientales relacionadas con la minería a cielo abierto y prácticas de eliminación de residuos tóxicos que dañaban el medio ambiente y los acuíferos, así como cláusulas del contrato percibidas como que favorecían de forma desmedida a FQM. De acuerdo a medios locales, por lo menos tres ministros de estado del gobierno de turno, tenían algún tipo de relación con la minera.
En respuesta a la presión social, el 3 de noviembre se aprobó la Ley 407, que declaró una moratoria minera indefinida, prohibiendo nuevas concesiones para estudios o extracción minera y rechazando todas las renovaciones y solicitudes de concesiones, sin embargo, exceptuando las concesiones aprobadas en el pasado.
Se han reportado afectaciones comerciales, económicas y turísticas en el país, sumándose a una serie de crisis que han provocado por factores externos durante la década. Se ha logrado un acuerdo temporal entre los manifestantes y el gobierno para el abastecimiento de alimentos, medicamentos y combustible en las principales vías del país el 13 de noviembre, mientras avanzan los diálogos para poner fin a las protestas.
En la actualidad, existen diez demandas de inconstitucionalidad y un recurso de impulso procesal, este último citando graves daños al medio ambiente, propuesto por el abogado Gonzalo Moncada Luna y los abogados Juan Ramón Sevillanos y Marta Cornejo, demandantes de la Ley 406 y Sociedad Civil.

### Fallo de inconstitucionalidad, fin de las protestas y futuro cierre de la mina

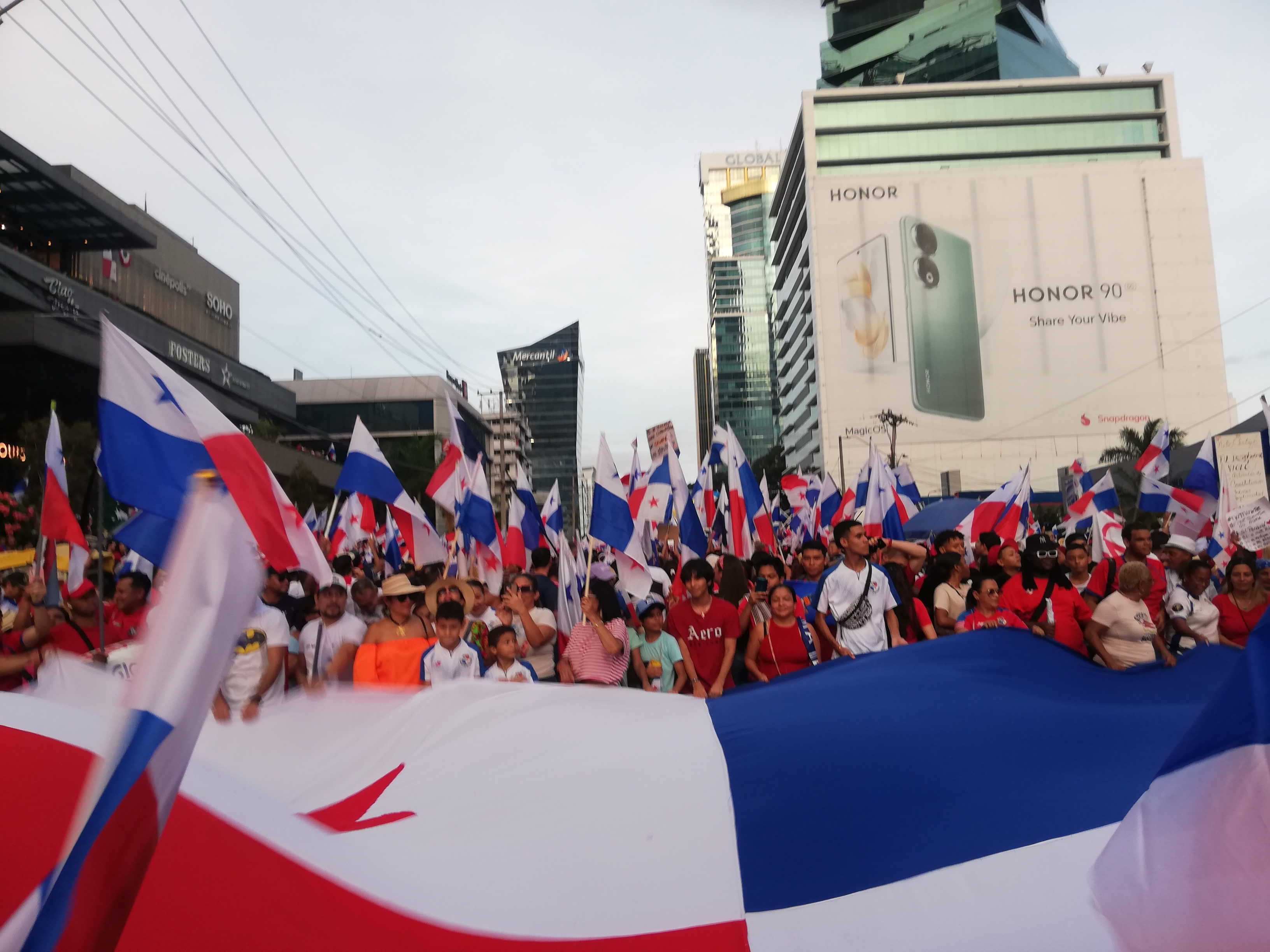
Celebración de manifestantes tras el fallo de inconstitucionalidad en Calle 50
(28 de noviembre de 2023).

El 28 de noviembre de 2023, la Corte Suprema de Justicia emitió un comunicado a la nación, en donde se declaró como inconstitucional la Ley 406 del contrato minero. Luego que los abogados demandantes Juan Ramón Sevillanos y Marta Cornejo, recibieron el documento del fallo. Ese mismo día, el presidente Cortizo dijo en una conferencia a la nación que la mina de cobre sería cerrada, horas después de emitido el fallo.
Tras el fallo, gran parte de las protestas comenzaron a desmovilizarse, manteniendo sólo algunos cierres itermitentes al este de la provincia de Chiriquí y en la ciudad de Santiago, quienes esperaban la publicación del fallo en la Gaceta Oficial de Panamá para deponer los cierres. El 30 de noviembre, algunos empleados de Minera Panamá protestaron con preocupaciones sobre el futuro de sus empleos y emitiendo consignas a favor de la minería. Finalmente, el 2 de diciembre se publicó el fallo judicial en la Gaceta Oficial N° 29922, dando cumplimiento a la condición de apertura de vías; además, en el mismo día se acordó la finalización de la huelga docente, quienes estaban también a la espera del fallo. La presión de la sociedad provocó que el tribunal entrara a sesión permanente y según el abogado Rodrigo Noriega no influyeron en la decisión del tribunal pues se sostuvo la inconstitucionalidad de la ley 9.